# Robert Devereux (rugbyspeler)
Robert Humphrey Coleman "Bob" Devereaux (Cheshire, 24 augustus 1897 - San Francisco, 28 april 1974) was een Amerikaans rugbyspeler.

## Carrière
Tijdens de Olympische Zomerspelen 1924 werd hij met de Amerikaanse ploeg olympisch kampioen.

## Erelijst

### Met Verenigde Staten
- Olympische Zomerspelen:  1924